# Абинск
Аби́нск — город на юге России, в Краснодарском крае. Административный центр Абинского муниципального района, в составе которого образует Абинское городское поселение.

## Этимология
Название от гидронима реки Абин, который, в свою очередь, происходит из древнего черкесского этнонима абин. Существует и другое объяснение гидронима — от абаз. абна — «лес».

## География
Расположен в южной части Приазово-Кубанской равнины, на реке Абин. Через город проходит автодорога Краснодар — Новороссийск. Расстояние до краевого центра города Краснодара около 80 км, до города Крымска около 20 км. Имеется железнодорожная станция Абинская Северо-Кавказской железной дороги.
Климат
Климат в Абинске умеренно континентальный. Начало лета в Абинске приходится на 1-ю декаду мая. Летом средняя температура воздуха достигает +24 °С, в самые жаркие месяцы повышается до +36 °С. Зима характерна частыми оттепелями. Зима в Абинске наступает в последней пятидневке декабря. В осенние месяцы в Абинске нередко случается высокая для этого времени температура — до +30 °С, что обуславливает продолжительность курортного сезона не менее 8 месяцев. В год выпадает до 650 мм осадков.

## История
В 1834 году на месте натухайского аула, генерал-лейтенантом А. А. Вельяминовым было построено Абинское укрепление (Абинская крепость).
Согласно высочайшему положению, в конце мая 1862 года в Натухайском округе силами переселенцев из Азовского и Кубанского казачьего войск при непосредственном участии Адагумского отряда под командованием П. Д. Бабыча стали возводить 11 новых станиц. Половина их строилась на местах бывших укреплений: Варениковская, Гостагаевская, Раевская, Новороссийская, Неберджаевская, Крымская.
Станица Абинская была основана в 1863 году азовскими казаками. Здесь отбывали ссылку декабристы А. А. Бестужев-Марлинский, А. И. Одоевский, П. А. Катенин. Входила в Темрюкский отдел Кубанской области.
С 1914 по 1919 годы в станице действовала система конно-железных дорог.
10 января 1918 года после митинга большевики организовали в Абинской военно-революционный комитет. Через 6 месяцев город был взят белогвардейцами. В 1920 году большевики вернули контроль над станицей Абинской.
Во время Великой Отечественной войны станица была оккупирована вермахтом. В сентябре 1942 году оккупанты убили около 200 эвакуированных евреев.
7 декабря 1962 года станица получила статус рабочего посёлка и имя Абинский, 23 октября 1963 года — посёлок получил статус города районного подчинения и имя Абинск.

## Население
В 1908 году в станице Абинской было 1369 дворов, в которых проживало 13 345 чел
| 1939    | 1959    | 1967    | 1970    | 1979    | 1989    | 1992    | 1996    | 1998    | 2000    |
| ------- | ------- | ------- | ------- | ------- | ------- | ------- | ------- | ------- | ------- |
| 14 378  | ↗14 750 | ↗22 000 | ↘21 222 | ↗25 251 | ↗29 182 | ↗30 600 | ↗34 100 | ↗34 500 | ↗34 900 |
| 2001    | 2002    | 2003    | 2005    | 2006    | 2007    | 2008    | 2009    | 2010    | 2011    |
| ↗35 000 | ↘33 734 | ↘33 700 | ↗33 800 | ↘33 700 | ↗33 800 | ↗34 200 | ↗34 405 | ↗34 928 | ↘34 900 |
| 2012    | 2013    | 2014    | 2015    | 2016    | 2017    | 2018    | 2019    | 2020    | 2021    |
| ↗35 449 | ↗35 921 | ↗36 607 | ↗36 986 | ↗37 415 | ↗37 749 | ↗38 176 | ↗38 547 | ↗39 058 | ↗39 511 |
| 2023    | 2025    |         |         |         |         |         |         |         |         |
| ↘38 866 | ↘38 440 |         |         |         |         |         |         |         |         |

На 1 января 2025 года по численности населения город находился на 392-м месте из 1124 городов Российской Федерации.
Национальный состав
По данным Всероссийской переписи населения 2010 года:
| Народ                     | Численность, чел. | Доля от всего населения, % |
| ------------------------- | ----------------- | -------------------------- |
| русские                   | 28 747            | 82,30 %                    |
| армяне                    | 1864              | 5,34 %                     |
| украинцы                  | 715               | 2,05 %                     |
| греки                     | 492               | 1,41 %                     |
| татары                    | 396               | 1,13 %                     |
| другие                    | 892               | 2,55 %                     |
| не указана национальность | 1822              | 5,22 %                     |
| Всего                     | 34 928            | 100,0 %                    |

## Экономика
- Пищевая промышленность: пищекомбинат, маслозавод.
- Производство стройматериалов.
- ООО «Абинский электрометаллургический завод».
- Мебельная фабрика
- Кирпичный завод «Нива»
- Центр электроснабжения крупного энергорайона (Новороссийск и его окрестности) — ПС 500 кВ Кубанская.

В районе — выращивание зерновых (главным образом риса), скотоводство, птицеводство (в том числе страусы); добыча нефти, месторождения ртути.

## Образование
Дошкольное образование
- Детский сад № 1
- Детский сад общеразвивающего вида № 2 «Казачок»
- Детский сад общеразвивающего вида № 4
- Детский сад общеразвивающего вида № 5 «Улыбка»
- Детский сад общеразвивающего вида № 7
- Детский сад общеразвивающего вида № 31
- Детский сад общеразвивающего вида № 33
- Детский сад общеразвивающего вида № 34 «Золотой ключик»
- Детский сад комбинированного вида № 39 «Аистёнок»
- Детский сад общеразвивающего вида № 43

Среднее образование
- Средняя общеобразовательная школа № 1
- Специальная коррекционная общеобразовательная школа-интернат № 2
- Средняя общеобразовательная школа № 3
- Средняя общеобразовательная школа № 4
- Средняя общеобразовательная школа № 38

Начальное профессиональное образование
- Ахтырский техникум Профи Альянс

Среднее профессиональное образование
- филиал Анапского индустриального техникума

Дополнительное образование
- Детско-юношеская спортивная школа «Виктория»
- Детско-юношеская спортивная школа «Спартак»
- Детско-юношеская спортивная школа «Юность»
- Дом детского творчества
- Детская музыкальная школа
- Детская школа искусств
- Центр внешкольной работы «Патриот»

## Архитектура, достопримечательности

Памятник В. И. Ленину в Абинске

В окрестностях Абинска — грязевые источники, скалолазный полигон, дольмены. Городище меотов с богатыми захоронениями: украшения, гончарные изделия, оружие и др.